# اوتوتو هیرکا
اوتوتو هیرکا (به اسپانیایی: Ututu Hirka) یک کوه در پرو است که در Peru, Ancash Region واقع شده‌است. اوتوتو هیرکا ۴٬۶۰۰ متر بالاتر از سطح دریا واقع شده‌است.